# Breite Straße 88 (Bernburg)

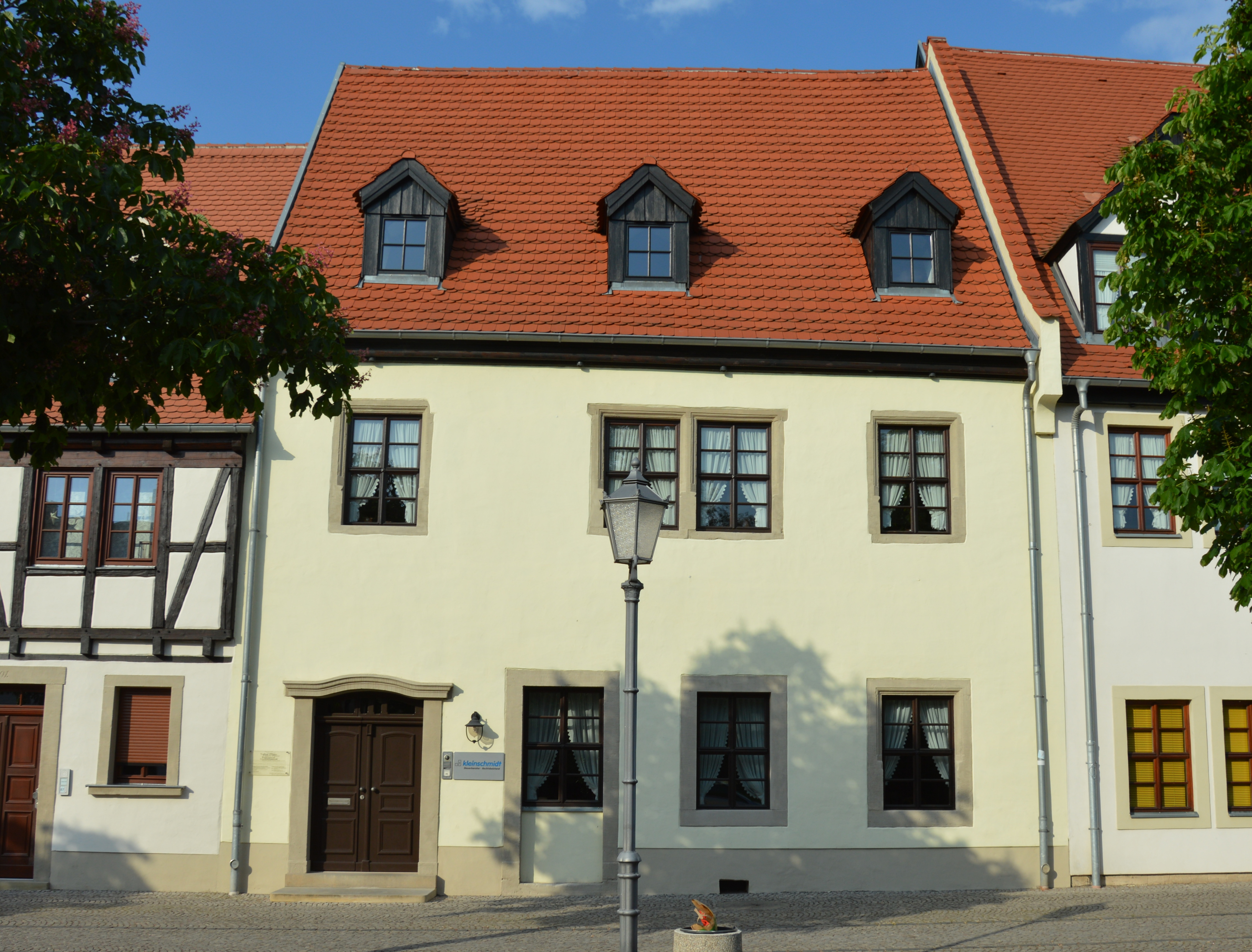
Breite Straße 88

Das Gebäude Breite Straße 88 ist ein denkmalgeschütztes Wohnhaus in Bernburg in Sachsen-Anhalt.

## Lage
Es befindet sich in der Neustadt der Bernburger Talstadt auf der Nordseite der Breite Straße.

## Architektur und Geschichte
Das zweigeschossige traufständige Wohnhaus entstand in der ersten Hälfte des 18. Jahrhunderts. Der aus Bruchsteinen errichtete Bau ist verputzt, die Fenstergewände sind profiliert. Der Sturz oberhalb des auf der linken Seite der Straßenfassade angeordneten Eingangsportals ist geschweift ausgeführt.
Im Denkmalverzeichnis für die Stadt Bernburg ist das Wohnhaus unter der Erfassungsnummer 094 60548 als Baudenkmal eingetragen.